# Ferrovia Roma-Fiumicino
La ferrovia Roma-Fiumicino è una linea ferroviaria romana che collega la città al suo principale aeroporto.

## Storia
Il collegamento ferroviario tra Roma e Fiumicino nacque ufficialmente il 6 maggio 1878, quando fu completata una diramazione della Ferrovia Tirrenica (ultimata nel 1859) che dalla stazione di Ponte Galeria raggiungeva Fiumicino, dove erano ubicati una stazione ferroviaria per il traffico viaggiatori ed un raccordo con il porto fluviale per il servizio merci. Questo raccordo terminava presso uno scalo denominato Fiumicino Porto Canale, in seguito elevato a stazione.
L'esercizio a trazione elettrica, con linea aerea alla tensione di 3000 V, venne attivato il 14 novembre 1938. Il traffico merci iniziò a diminuire a partire dagli anni 1960, a causa della perdita d'importanza del porto fluviale di Fiumicino. Nel 1990 si giunse alla chiusura al traffico ferroviario nel raccordo per il porto fluviale, che sarà dismesso solo dopo dieci anni. Tuttavia, la linea iniziò ad assumere una certa importanza per quanto riguarda il traffico viaggiatori in concomitanza  all'apertura dell'aeroporto di Fiumicino. Per l'occasione fu realizzato nel settembre 1960 il raddoppio della ferrovia e fu studiata una diramazione che dalla stazione di Porto avrebbe raggiunto direttamente lo scalo aeroportuale. Il progetto fu accantonato in un primo momento, ma venne ripreso verso la metà degli anni ottanta: venne realizzata una variante che si dirama pochi metri prima dell'ingresso nella stazione di Porto, per proseguire interamente su viadotto sino all'interno dello scalo aeroportuale. Fu qui realizzata una stazione denominata Fiumicino Aeroporto.
L'apertura del nuovo collegamento avvenne il 27 maggio 1990. Contemporaneamente venne chiusa l'ex stazione di Porto, già declassata al rango di fermata a causa della scarsa utenza data la lontananza dallo scalo aeroportuale. Vennero istituiti dei servizi diretti Roma-Aeroporto (attualmente noti con il nome di Leonardo Express), inizialmente attestati alla stazione di Roma Ostiense. In un secondo momento i treni raggiunsero la stazione di Roma Termini. Con l'istituzione di questi servizi, i treni merci dalla/alla ferrovia Tirrenica vennero deviati sulla tratta Roma Trastevere-Roma San Pietro-Maccarese. Nel 1994 fu istituito il servizio regionale metropolitano FR1 e i treni vennero attestati a Fara Sabina, con l'offerta di quattro treni l'ora per Fiumicino Aeroporto e uno per Fiumicino Città. 
Il 30 gennaio 2000 fu soppresso il collegamento ferroviario tra il Bivio Porto e Fiumicino Città, già da anni penalizzato dalla riduzione delle corse in favore della nuova linea diretta all’aeroporto. Il tracciato attraversava una zona di Fiumicino che, pur avviandosi verso uno sviluppo urbanistico, risentiva della crescente centralità dello scalo aeroportuale. Dopo anni di abbandono, a partire dal 2007, gli impianti ferroviari furono definitivamente rimossi nell’ambito di un piano di riqualificazione che prevedeva la costruzione di un nuovo quartiere, della nuova sede comunale e di un nuovo piazzale bus adibito a scambio intermodale nei pressi della vecchia stazione Fiumicino città.
Nel frattempo, nel 2005, fu attivata la stazione di Parco Leonardo, situata circa 2,5 km prima del vecchio bivio Porto in direzione Roma e a 7 km dal centro di Fiumicino. Anche quest’area era interessata da un intenso sviluppo residenziale e commerciale, e la nuova stazione rispondeva all’esigenza di dotare il quartiere di un collegamento ferroviario diretto con Roma e l’aeroporto. Sebbene non rappresentasse una vera alternativa al vecchio tracciato verso Fiumicino Città, contribuì parzialmente a colmare il vuoto lasciato dalla sua dismissione, offrendo un nuovo punto d'accesso ferroviario raggiungibile mediante il trasporto pubblico locale di Fiumicino (🟢 Linea 2 e 🟠 Linea 9).

## Caratteristiche

### Percorso
|  | Continuation backward |

|  | Unknown route-map component "BHFSPLa" |

| Unknown route-map component "WCONTfaq" | Unknown route-map component "vWBRÜCKE1" | Unknown route-map component "WCONTgeq" |

|  | Unknown route-map component "exvBHF+vHST" |

| Unknown route-map component "dCONTgq" | Unknown route-map component "vSTRr-SHI1r" | Unknown route-map component "d" |

| Unknown route-map component "SHST" |

| Unknown route-map component "HSTeBHF" + Unknown route-map component "lSHST" |

| Unknown route-map component "SHST" |

| Unknown route-map component "SKRZ-Au" |

| Unknown route-map component "SBHF" |

| Unknown route-map component "CONTgq" | Unknown route-map component "ABZgr" |  |

| Unknown route-map component "SKRZ-Au" |

| Unknown route-map component "SHST" |

| Unknown route-map component "SHST" |

| Unknown route-map component "eBST" |

| Unknown route-map component "hKBHFaq" | Unknown route-map component "lhSTRe@gq" + Unknown route-map component "xABZgr" |  |

| Unknown route-map component "exBHF" |

| Unknown route-map component "exBHF" |

| Unknown route-map component "exKBHFe" |

Partendo dalla stazione di Roma Termini, la ferrovia raggiunge la stazione di Roma Trastevere, riutilizzando il tracciato della Tirrenica, dove si distacca con una curva a sinistra, dalla parte completata dell'anello ferroviario. Successivamente la linea lambisce per alcuni metri il Tevere per poi costeggiare il quartiere della Magliana, dove sono situate le stazioni di Villa Bonelli (aperta nel 1996) e Magliana.
La ferrovia prosegue a questo punto in linea con Via della Magliana (dove è situata la stazione di Muratella), sottopassa il Grande Raccordo Anulare e corre tra la Via della Magliana e l'autostrada A91. All'altezza di Ponte Galeria la linea raggiunge l'omonima stazione in cui è presente il bivio per Fiumicino e per Pisa: voltando a sinistra la ferrovia sottopassa l'A91 dove, alcuni metri dopo il cavalcavia, è situata la stazione di Fiera di Roma.
La linea successivamente prosegue parallelamente all'autostrada (con una fermata in corrispondenza del quartiere di Parco Leonardo) fino all'aeroporto, dove, fino al 2001, esisteva un posto di servizio denominato Bivio Porto in cui vi erano le prosecuzioni della linea per la stazione di Fiumicino Aeroporto e di Fiumicino Città. Nel primo caso la linea prosegue in viadotto per alcuni chilometri fino al primo piano del fabbricato dei voli internazionali dell'aeroporto, dove è situata la stazione.
Nel secondo caso la linea proseguiva in rettilineo attraversando la località di Porto (dove era situata l'omonima stazione), sottopassando la SS 296 e raggiungendo Fiumicino in località Coccia di Morto, dove era ubicato l'unico passaggio a livello della linea. Al termine della Via Portuense si trovava la stazione di Fiumicino, dotata di tre binari di cui uno adibito al traffico merci. Quest'ultimo binario attraversava Via degli Orti e si affiancava, con una curva verso sinistra, alla banchina destra del canale navigabile dove era situato lo scalo merci di Fiumicino Porto Canale.